# Chris Dudley
Pour l’article homonyme, voir Dudley.
Chris Dudley, né le 22 février 1965 à Stamford au Connecticut, est un joueur américain de basket-ball ayant évolué en NBA.

## Biographie
Il a occupé le poste de pivot surtout à vocation défensive.
Il a également la particularité d'être sorti de la prestigieuse Université américaine de Yale.
Chris Dudley a été finaliste NBA en 1999 avec les Knicks de New York.
Il fut le premier joueur  diabétique de toute l'histoire de la NBA.
Il rentre en politique, représentant le Parti républicain lors de l'élection pour le poste de gouverneur de l'état de l'Oregon en 2010, élection où il s'incline face au gouverneur sortant John Kitzhaber.

## Clubs successifs
- 1987-1990 : Cavaliers de Cleveland
- 1990-1993 : New Jersey Nets
- 1993-1997 : Trail Blazers de Portland
- 1997-2000 : Knicks de New York
- 2000-2001 : Suns de Phoenix
- 2001-2003 : Trail Blazers de Portland